# Villeneuve-de-Duras
Villeneuve-de-Duras is een gemeente in het Franse departement Lot-et-Garonne (regio Nouvelle-Aquitaine) en telt 253 inwoners (2004). De plaats maakt deel uit van het arrondissement Marmande.

## Geografie
De oppervlakte van Villeneuve-de-Duras bedraagt 11,6 km², de bevolkingsdichtheid is 21,8 inwoners per km².
De onderstaande kaart toont de ligging van Villeneuve-de-Duras met de belangrijkste infrastructuur en aangrenzende gemeenten.

## Demografie
Onderstaande figuur toont het verloop van het inwonertal (bron: INSEE-tellingen).